# Нестор (міфологія)
Нестор (грец. Νέστωρ) — один із дванадцяти синів Нелея та Хлоріди. В епосі чоловік Еврідіки, дочки Клімена, за іншими міфами  — Анаксібії, пілоський цар.
Коли ображений Геракл убивав дітей Нелея, Нестора не було у Пілосі. Замолоду Нестор відзначався хоробрістю, а в старості — мудрістю, звершив чимало геройських подвигів. Брав участь у битві лапітів з кентаврами, в калідонському полюванні та в поході аргонавтів.
До походу на Трою Нестор владарював уже над третім людським поколінням. Під час Троянської війни привіз на 90 кораблях пілосців і разом із своїми синами Антілохом і Трасімедом боровся проти троянців. Прославився мудрими порадами, а красномовством перевершував Одіссея. Після Троянської війни Нестор разом із Трасімедом щасливо повернулися до Пілосу. Через 10 років після падіння Трої Нестора відвідав Телемах, який розшукував Одіссея.
У переносному значенні Нестор — досвідчений старий, мудра людина, добрий порадник.